# Ataenius saulensis
Ataenius saulensis är en skalbaggsart som beskrevs av Zdzisława Stebnicka 2006. Ataenius saulensis ingår i släktet Ataenius och familjen Aphodiidae. Inga underarter finns listade.